# Arne Borg
Claes Arne Borg (sinh 18 tháng 8 năm 1901 – 7 tháng 11 năm 1987) là một kình ngư người Thuỵ Điển. Ông nổi tiếng vì đã phá vỡ 32 kỷ lục thế giới và giành năm huy chương Thế vận hội trong thập niên 1920. Năm 1926 Borg dành Huy chương Svenska Dagbladet, cùng Edvin Wide. Năm sau, tại đại hội thể thao châu Âu năm 1927, ông lập kỷ lục thế giới mới nội dung bơi tự do 1500 m nam với thành tích 19:07.2, kỷ lục này không bị phá trong 11. Ngoài bơi lội, Borg cũng giành huy chương bách châu Âu ơ bộ môn bóng nước vào năm 1926. Anh em sinh đôi của ông Åke cũng là kình ngư từng dành huy chương Thế vận hội.